# GSM

Логотип стандарта GSM. Используется для маркировки совместимых со стандартом устройств. Точки символизируют троих клиентов в домашней сети и одного в роуминге

GSM (от названия группы Groupe Spécial Mobile, позже переименован в Global System for Mobile Communications) (рус.цСПС-900) — глобальный стандарт цифровой мобильной сотовой связи с разделением каналов по времени (TDMA) и частоте (FDMA). Разработан под эгидой Европейского института по стандартизации в области телекоммуникаций (ETSI) в конце 1980-х годов.

## Общие сведения
GSM относится к сетям второго поколения (2 Generation) (1G — аналоговая сотовая связь, 2G — цифровая сотовая связь, 3G — широкополосная цифровая сотовая связь, коммутируемая многоцелевыми компьютерными сетями, в том числе Интернет).
Мобильные телефоны выпускаются с поддержкой возможности работы в диапазонах 4 частот: 850, 900, 1800, 1900 МГц (хотя бы в одной из перечисленных полос). Для приёма и передачи информации операторы мобильной связи используют пару частот, называющихся абсолютным радиочастотным номером канала.
В зависимости от количества диапазонов мобильные телефоны подразделяются на классы и вариацию частот в зависимости от региона использования, поскольку исторически в разных частях мира для сетей GSM стандартизованы разные диапазоны частот. Телефоны бывают:
- Однодиапазонные (Single-band) — телефон может работать в одной полосе частот. В настоящее время не выпускаются, но существует возможность ручного выбора определённого диапазона частот в некоторых моделях телефонов, например Motorola C115, или с помощью инженерного меню телефона.

- Двухдиапазонные (Dual-band) — 900/1800 МГц (для Европы, Азии, Африки, Австралии — в этом регионе стандартизованы эти 2 диапазона частот для GSM сетей), либо 850/1900 МГц (для Америки и Канады — в Западном полушарии приняты отличные от Европы и другого мира диапазоны частот, поскольку к моменту принятия Европейского стандарта в Новом Свете полосы радиочастот 900 и 1800 МГц уже были распределены под другие цели).

- Трёхдиапазонные (Tri-band) — 900/1800/1900 МГц (для Европы, Азии, Африки, Австралии) и 850/1800/1900 МГц (для Америки и Канады).

- Четырёхдиапазонные (Quad-band) — 850/900/1800/1900 МГц, которые поддерживают все диапазоны частот (то есть такие телефоны универсальны — они могут работать практически в любой точке мира, где есть любая GSM сеть).

В стандарте GSM применяется GMSK-модуляция с величиной нормированной полосы ВТ — 0,3, где В — ширина полосы фильтра по уровню минус 3 дБ, Т — длительность одного бита цифрового сообщения.
GSM на сегодняшний день является наиболее распространённым стандартом связи. По данным ассоциации GSM (GSMA), на данный стандарт приходится 82 % мирового рынка мобильной связи, 29 % населения земного шара использует глобальные технологии GSM. В GSMA в настоящее время входят операторы более чем 210 стран и территорий.

## Этапы развития
GSM сначала означало Groupe Spécial Mobile по названию группы анализа, которая создавала стандарт. Теперь он известен как Global System for Mobile Communications (Глобальная система для мобильной связи), хотя слово «связь» не включается в сокращение. Разработка GSM началась в 1982 году группой из 26 европейских национальных телефонных компаний. Европейская конференция почтовых и телекоммуникационных администраций (CEPT) стремилась построить единую для всех европейских стран сотовую систему диапазона 900 МГц. Достижения GSM стали «одними из наиболее убедительных демонстраций, какое сотрудничество в европейской промышленности может быть достигнуто на глобальном рынке».
В 1989 году Европейский институт телекоммуникационных стандартов (ETSI) взял на себя ответственность за дальнейшее развитие GSM. В 1990 году были опубликованы первые рекомендации. Спецификация была опубликована в 1991 году.
Коммерческие сети GSM начали действовать в европейских странах в середине 1991 г. GSM разработан позже, чем аналоговая сотовая связь и во многих отношениях была лучше спроектирована. Североамериканский аналог — PCS — вырастил из своих корней стандарты, включая цифровые технологии TDMA и CDMA, но для CDMA потенциальное улучшение качества обслуживания так и не было никогда подтверждено.

### GSM Phase 1
1982 (Groupe Spécial Mobile) — 1990 г. Global System for Mobile Communications. Первая коммерческая сеть в январе 1992 г. Цифровой стандарт, поддерживает скорость передачи данных до 9,6 кбит/с. Полностью устарел, производство оборудования под него прекращено.
В 1991 году были введены услуги стандарта GSM «ФАЗА 1».
В них входят:
- Переадресация вызова (Call forwarding). Возможность перевода входящих звонков на другой телефонный номер в тех случаях, когда номер занят или абонент не отвечает; когда телефон выключен или находится вне зоны действия сети и т. п. Кроме того, возможна переадресация факсов и данных.
- Запрет вызова (Call barring). Запрет на все входящие/исходящие звонки; запрет на исходящие международные звонки; запрет на входящие звонки, за исключением внутрисетевых.
- Ожидание вызова (Call waiting). Эта услуга позволяет принять входящий вызов во время уже продолжающегося разговора. При этом первый абонент или по-прежнему будет находиться на связи, или разговор с ним может быть завершён.
- Удержание вызова (Call holding). Эта услуга позволяет, не разрывая связь с одним абонентом, позвонить (или ответить на входящий звонок) другому абоненту.
- Глобальный роуминг (Global roaming). При посещении любой из стран, с которой ваш оператор подписал соответствующее соглашение, вы можете пользоваться своим сотовым телефоном GSM без изменения номера.

### GSM Phase 2
Стандарт GSM Phase 2 принят в 1993 г. Цифровой стандарт, поддерживает скорость передачи данных до 9,6 кбит/с. С 1995 г. включает диапазон 1900 МГц. Второй этап развития GSM — GSM «Фаза 2», который завершился в 1997 г., предусматривает такие услуги:
- Определение номера вызывающей линии (Calling Line Identification Presentation). При входящем звонке на экране высвечивается номер вызывающего абонента.
- Антиопределитель номера (Calling Line Identification Restriction). С помощью этой услуги можно запретить определение собственного номера при соединении с другим абонентом.
- Групповой вызов (Multi party). Режим телеконференции или конференц-связи позволяет объединить до пяти абонентов в группу и вести переговоры между всеми членами группы одновременно.
- Создание закрытой группы до десяти абонентов (Closed User Group). Позволяет создавать группу пользователей, члены которой могут связываться только между собой. Чаще всего к этой услуге прибегают компании, предоставляющие терминалы своим служащим для работы.
- Информация о стоимости разговора. Сюда входят таймер, который считает время на линии, и счётчик звонков. Также благодаря этой услуге можно проверять оставшийся на счёте кредит. Возможна и другая услуга: «Совет по оплате» (Advice of Charge). По требованию пользователя происходит проверка стоимости и длительности разговора в то время, когда аппарат находится на связи.
- Обслуживание дополнительной линии (Alternative Line Service). Пользователь может приобрести два номера, которые будут приписаны к одному модулю SIM. В этом случае связь выполняется по двум линиям, с предоставлением двух счетов, двух голосовых ящиков и т. п.
- Короткие текстовые сообщения (Short Message Service). Возможность приёма и передачи коротких текстовых сообщений (до 160 знаков).
- Система голосовых сообщений (Voice Mail). Услуга позволяет автоматически переводить входящие звонки на персональный автоответчик (голосовая почта). Пользоваться этим можно только в том случае, если у абонента активизирована услуга «переадресация вызовов».

Стандарт GSM Phase 2 считается устаревшим; но так как стандарт GSM подразумевает обратную совместимость, то старое оборудование базовых станций и телефоны могут работать (и работают) в современных сетях.

### GSM Phase 2+
Следующий этап развития сетей стандарта GSM «ФАЗА 2+» не связан с конкретным годом внедрения. Новые услуги и функции стандартизируются и внедряются после подготовки и утверждения их технических описаний. Все работы по этапу «Фаза 2+» проводились Европейским институтом стандартизации электросвязи (ETSI). Количество уже внедрённых и находящихся в стадии утверждения услуг превышает 50. Среди них можно выделить следующие:
- улучшенное программное обеспечение SIM-карты;
- улучшенное полноскоростное кодирование речи EFR (Enhanced Full Rate);
- возможность взаимодействия между системами GSM и DECT;
- повышение скорости передачи данных благодаря пакетной передаче данных GPRS (General Packet RadioService) или за счёт системы передачи данных по коммутируемым каналам HSCSD (High Speed Circuit Switched Data).

## Предоставляемые услуги
GSM обеспечивает поддержку следующих услуг:
- Услуги передачи данных (синхронный и асинхронный обмен данными, в том числе пакетная передача данных — GPRS). Данные услуги не гарантируют совместимости терминальных устройств и обеспечивают только передачу информации к ним и от них.
- Передача речевой информации.
- Передача коротких сообщений (SMS).
- Передача факсимильных сообщений.

Дополнительные (необязательные к предоставлению) услуги:
- Определение вызывающего номера и ограничение такого определения.
- Безусловная и условная переадресация вызова на другой номер.
- Ожидание и удержание вызова.
- Конференц-связь (одновременная речевая связь между тремя и более подвижными станциями).
- Запрет на определённые пользователем услуги (международные звонки, роуминговые звонки и др.)
- Голосовая почта.
- Многие другие услуги.

## Преимущества и недостатки
Преимущества стандарта GSM:
- Меньшие, по сравнению с аналоговыми стандартами (NMT-450, AMPS-800), размеры и вес телефонных аппаратов при большем времени работы без подзарядки аккумулятора. Это достигается в основном за счёт аппаратуры базовой станции, которая постоянно анализирует уровень сигнала, принимаемого от аппарата абонента. В тех случаях, когда он выше требуемого, на сотовый телефон автоматически подаётся команда снизить излучаемую мощность.
- Хорошее качество связи при достаточной плотности размещения базовых станций.
- Большая ёмкость сети, возможность большого числа одновременных соединений.
- Низкий уровень индустриальных помех в данных частотных диапазонах.
- Улучшенная (по сравнению с аналоговыми системами) защита от подслушивания и нелегального использования, что достигается путём применения алгоритмов шифрования с разделяемым ключом.[уточнить]
- Эффективное кодирование (сжатие) речи. EFR-технология была разработана фирмой Nokia и впоследствии стала промышленным стандартом кодирования/декодирования для технологии GSM (см. GSM-FR, GSM-HR и GSM-EFR)
- Широкое распространение, особенно в Европе, большой выбор оборудования.
- Возможность роуминга. Это означает, что абонент одной из сетей GSM может пользоваться сотовым телефонным номером не только у себя «дома», но и перемещаться по всему миру, переходя из одной сети в другую, не расставаясь со своим абонентским номером. Процесс перехода из сети в сеть происходит автоматически, и пользователю телефона GSM нет необходимости заранее уведомлять оператора (в сетях некоторых операторов могут действовать ограничения на предоставление роуминга своим абонентам, более детальную информацию можно получить, обратившись непосредственно к своему GSM-оператору)

Недостатки стандарта GSM:
- Искажение речи при цифровой обработке и передаче.
- Связь возможна на расстоянии не более 120 км[4][5] от ближайшей базовой станции даже при использовании усилителей и направленных антенн. Поэтому для покрытия определённой площади необходимо большее количество передатчиков, чем в NMT-450 и AMPS.

## Стандарты и радиоинтерфейс
Стандарты GSM создаются и публикуются Европейским институтом телекоммуникационных стандартов. Документы обозначаются GSM nn.nn, например широко известен стандарт на GSM SIM-карты GSM 11.11.
В стандарте GSM определены 4 диапазона работы (ещё есть пятый):

### 900/1800 МГц(используется в Европе, Азии)
| Характеристики                                                        | GSM-900 | GSM-1800  |
| --------------------------------------------------------------------- | ------- | --------- |
| Частоты передачи MS и приёма BTS (uplink), МГц                        | 890–915 | 1710–1785 |
| Частоты приёма MS и передачи BTS (downlink), МГц                      | 935–960 | 1805–1880 |
| Дуплексный разнос частот приёма и передачи, МГц                       | 45      | 95        |
| Количество частотных каналов связи с шириной 1 канала связи в 200 кГц | 124     | 374       |
| Ширина полосы канала связи, кГц                                       | 200     | 200       |

Список частот и каналов стандартов GSM-900 и GSM-1800

Список частот и каналов стандарта GSM-900
| Канал      | Частота приема | Частота передачи | Канал      | Частота приема | Частота передачи |
| Десятичная | MHz            | MHz              | Десятичная | MHz            | MHz              |
| ---------- | -------------- | ---------------- | ---------- | -------------- | ---------------- |
| 1          | 890,2          | 935,2            | 63         | 902,6          | 947,6            |
| 2          | 890,4          | 935,4            | 64         | 902,8          | 947,8            |
| 3          | 890,6          | 935,6            | 65         | 903            | 948              |
| 4          | 890,8          | 935,8            | 66         | 903,2          | 948,2            |
| 5          | 891            | 936              | 67         | 903,4          | 948,4            |
| 6          | 891,2          | 936,2            | 68         | 903,6          | 948,6            |
| 7          | 891,4          | 936,4            | 69         | 903,8          | 948,8            |
| 8          | 891,6          | 936,6            | 70         | 904,00         | 949              |
| 9          | 891,8          | 936,8            | 71         | 904,2          | 949,2            |
| 10         | 892            | 937              | 72         | 904,4          | 949,4            |
| 11         | 892,2          | 937,2            | 73         | 904,6          | 949,6            |
| 12         | 892,4          | 937,4            | 74         | 904,8          | 949,8            |
| 13         | 892,6          | 937,6            | 75         | 905            | 950              |
| 14         | 892,8          | 937,8            | 76         | 905,2          | 950,2            |
| 15         | 893            | 938              | 77         | 905,4          | 950,4            |
| 16         | 893,2          | 938,2            | 78         | 905,6          | 950,6            |
| 17         | 893,4          | 938,4            | 79         | 905,8          | 950,8            |
| 18         | 893,6          | 938,6            | 80         | 906            | 951              |
| 19         | 893,8          | 938,8            | 81         | 906,2          | 951,2            |
| 20         | 894            | 939              | 82         | 906,4          | 951,4            |
| 21         | 894,2          | 939,2            | 83         | 906,6          | 951,6            |
| 22         | 894,4          | 939,4            | 84         | 906,8          | 951,8            |
| 23         | 894,6          | 939,6            | 85         | 907            | 952              |
| 24         | 894,8          | 939,8            | 86         | 907,2          | 952,2            |
| 25         | 895            | 940              | 87         | 907,4          | 952,4            |
| 26         | 895,2          | 940,2            | 88         | 907,6          | 952,6            |
| 27         | 895,4          | 940,4            | 89         | 907,8          | 952,8            |
| 28         | 895,6          | 940,6            | 90         | 908            | 953              |
| 29         | 895,8          | 940,8            | 91         | 908,2          | 953,2            |
| 30         | 896            | 941              | 92         | 908,4          | 953,4            |
| 31 .       | 896,2          | 941,2            | 93         | 908,6          | 953,6            |
| 32         | 896,4          | 941,4            | 94         | 908,8          | 953,8            |
| 33         | 896,6          | 941,6            | 95         | 909            | 954              |
| 34         | 896,8          | 941,8            | 96         | 909,2          | 954,2            |
| 35         | 897            | 942              | 97         | 909,4          | 954,4            |
| 36         | 897,2          | 942,2            | 98         | 909,6          | 954,6            |
| 37         | 897,4          | 942,4            | 99         | 909,8          | 954,8            |
| 38         | 897,6          | 942,6            | 100        | 910            | 955              |
| 39         | 897,8          | 942,8            | 101        | 910,2          | 955,2            |
| 40         | 898            | 943              | 102        | 910,4          | 955,4            |
| 41         | 898,2          | 943,2            | 103        | 910,6          | 955,6            |
| 42         | 898,4          | 943,4            | 104        | 910,8          | 955,8            |
| 43         | 898,6          | 943,6            | 105        | 911            | 956              |
| 44         | 898,8          | 943,8            | 106        | 911,2          | 956,2            |
| 45         | 899            | 944              | 107        | 911,4          | 956,4            |
| 46         | 899,2          | 944,2            | 108        | 911,6          | 956,6            |
| 47         | 899,4          | 944,4            | 109        | 911,8          | 956,8            |
| 48         | 899,6          | 944,6            | 110        | 912            | 957              |
| 49         | 899,8          | 944,8            | 111        | 912,2          | 957,2            |
| 50         | 900            | 945              | 112        | 912,4          | 957,4            |
| 51         | 900,2          | 945,2            | 113        | 912,6          | 957,6            |
| 52         | 900,4          | 945,4            | 114        | 912,8          | 957,8            |
| 53         | 900,6          | 945,6            | 115        | 913            | 958              |
| 54         | 900,8          | 945,8            | 116        | 913,20         | 958,2            |
| 55         | 901            | 946              | 117        | 913,4          | 958,4            |
| 56         | 901,2          | 946,2            | 118        | 913,6          | 958,6            |
| 57         | 901,4          | 946,4            | 119        | 913,8          | 958,8            |
| 58         | 901,6          | 946,6            | 120        | 914            | 959              |
| 59         | 901,8          | 946,8            | 121        | 914,2          | 959,2            |
| 60         | 902            | 947              | 122        | 914,4          | 959,4            |
| 61         | 902,2          | 947,2            | 123        | 914,6          | 959,6            |
| 62         | 902,4          | 947,4            | 124        | 914,8          | 959,8            |

Список частот каналов стандарта GSM-1800 (DCS-1800)
| Канал      | Частота приема | Частота передачи | Канал      | Частота приема | Частота передачи |
| Десятичная | MHz            | MHz              | Десятичная | MHz            | MHz              |
| ---------- | -------------- | ---------------- | ---------- | -------------- | ---------------- |
| 512        | 1710,2         | 1805,2           | 671        | 1742           | 1837 0,2         |
| 513        | 1710,4         | 1805,4           | 672        | 1742,2         | 1837,2           |
| 514        | 1710,6         | 1805,6           | 673        | 1742,4         | 1837,4           |
| 515        | 1710,8         | 1805,8           | 674        | 1742,6         | 1837,6           |
| 516        | 1711           | 1806             | 675        | 1742,8         | 1837,8           |
| 517        | 1711,2         | 1806,2           | 676        | 1743           | 1838             |
| 518        | 1711,4         | 1806,4           | 677        | 1743,2         | 1838,2           |
| 519        | 1711,6         | 1806,6           | 678        | 1743,4         | 1838,4           |
| 520        | 1711,8         | 1806,8           | 679        | 1743,6         | 1838,6           |
| 521        | 1712           | 1807             | 680        | 1743,8         | 1838,8           |
| 522        | 1712,2         | 1807,2           | 681        | 1744           | 1839             |
| 523        | 1712,4         | 1807,4           | 682        | 1744,2         | 1839,2           |
| 524        | 1712,6         | 1807,6           | 683        | 1744,4         | 1839,4           |
| 525        | 1712,8         | 1807,8           | 684        | 1744,6         | 1839,6           |
| 526        | 1713           | 1808             | 685        | 1744,8         | 1839,8           |
| 527        | 1713,2         | 1808,2           | 686        | 1745           | 1840             |
| 528        | 1713,4         | 1808,4           | 687        | 1745,2         | 1840,2           |
| 529        | 1713,6         | 1808,6           | 688        | 1745,4         | 1840,4           |
| 530        | 1713,8         | 1808,8           | 689        | 1745,6         | 1840,6           |
| 531        | 1714           | 1809             | 690        | 1745,8         | 1840,8           |
| 532        | 1714,2         | 1809,2           | 691        | 1746           | 1841             |
| 533        | 1714,4         | 1809,4           | 692        | 1746,2         | 1841,2           |
| 534        | 1714,6         | 1809,6           | 693        | 1746,4         | 1841,4           |
| 535        | 1714,8         | 1809,8           | 694        | 1746,6         | 1841,6           |
| 536        | 1715           | 1810             | 695        | 1746,8         | 1841,8           |
| 537        | 1715,2         | 1810,2           | 696        | 1747           | 1842             |
| 538        | 1715,4         | 1810,4           | 697        | 1747,2         | 1842,2           |
| 539        | 1715,6         | 1810,6           | 698        | 1747,4         | 1842,4           |
| 540        | 1715,8         | 1810,8           | 699        | 1747,6         | 1842,6           |
| 541        | 1716           | 1811             | 700        | 1747,8         | 1842,8           |
| 542        | 1716,2         | 1811,2           | 701        | 1748           | 1843             |
| 543        | 1716,4         | 1811,4           | 702        | 1748,2         | 1843,2           |
| 544        | 1716,6         | 1811,6           | 703        | 1748,4         | 1843,4           |
| 545        | 1716,8         | 1811,8           | 704        | 1748,6         | 1843,6           |
| 546        | 1717           | 1812             | 705        | 1748,8         | 1843,8           |
| 547        | 1717,2         | 1812,2           | 706        | 1749           | 1844             |
| 548        | 1717,4         | 1812,4           | 707        | 1749,2         | 1844,2           |
| 549        | 1717,6         | 1812,6           | 708        | 1749,4         | 1844,4           |
| 550        | 1717,8         | 1812,8           | 709        | 1749,6         | 1844,6           |
| 551        | 1718           | 1813             | 710        | 1749,8         | 1844,8           |
| 552        | 1718,2         | 1813,2           | 711        | 1750           | 1845             |
| 553        | 1718,4         | 1813,4           | 712        | 1750,2         | 1845,2           |
| 554        | 1718,6         | 1813,6           | 713        | 1750,4         | 1845,4           |
| 555        | 1718,8         | 1813,8           | 714        | 1750,6         | 1845,6           |
| 556        | 1719           | 1814             | 715        | 1750,8         | 1845,8           |
| 557        | 1719,2         | 1814,2           | 716        | 1751           | 1846             |
| 558        | 1719,4         | 1814,4           | 717        | 1751,2         | 1846,2           |
| 559        | 1719,6         | 1814,6           | 718        | 1751,4         | 1846,4           |
| 560        | 1719,8         | 1814,8           | 719        | 1751,6         | 1846,6           |
| 561        | 1720           | 1815             | 720        | 1751,8         | 1846,8           |
| 562        | 1720,2         | 1815,2           | 721        | 1752           | 1847             |
| 563        | 1720,4         | 1815,4           | 722        | 1752,2         | 1847,2           |
| 564        | 1720,6         | 1815,6           | 723        | 1752,4         | 1847,4           |
| 565        | 1720,8         | 1815,8           | 724        | 1752,6         | 1847,6           |
| 566        | 1721           | 1816             | 725        | 1752,8         | 1847,8           |
| 567        | 1721,2         | 1816,2           | 726        | 1753           | 1848             |
| 568        | 1721,4         | 1816,4           | 727        | 1753,2         | 1848,2           |
| 569        | 1721,6         | 1816,6           | 728        | 1753,4         | 1848,4           |
| 570        | 1721,8         | 1816,8           | 729        | 1753,6         | 1848,6           |
| 571        | 1722           | 1817             | 730        | 1753,8         | 1848,8           |
| 572        | 1722,2         | 1817,2           | 731        | 1754           | 1849             |
| 573        | 1722,4         | 1817,4           | 732        | 1754,2         | 1849,2           |
| 574        | 1722,6         | 1817,6           | 733        | 1754,4         | 1849,4           |
| 575        | 1722,8         | 1817,8           | 734        | 1754,6         | 1849,6           |
| 576        | 1723           | 1818             | 735        | 1754,8         | 1849,8           |
| 577        | 1723,2         | 1818,2           | 736        | 1755           | 1850             |
| 578        | 1723,4         | 1818,4           | 737        | 1755,2         | 1850,2           |
| 579        | 1723,6         | 1818,6           | 738        | 1755,4         | 1850,4           |
| 580        | 1723,8         | 1818,8           | 739        | 1755,6         | 1850,6           |
| 581        | 1724           | 1819             | 740        | 1755,8         | 1850,8           |
| 582        | 1724,2         | 1819,2           | 741        | 1756           | 1851             |
| 583        | 1724,4         | 1819,4           | 742        | 1756,2         | 1851,2           |
| 584        | 1724,6         | 1819,6           | 743        | 1756,4         | 1851,4           |
| 585        | 1724,8         | 1819,8           | 744        | 1756,6         | 1851,6           |
| 586        | 1725           | 1820             | 745        | 1756,8         | 1851,8           |
| 587        | 1725,2         | 1820,2           | 746        | 1757           | 1852             |
| 588        | 1725,4         | 1820,4           | 747        | 1757,2         | 1852,2           |
| 589        | 1725,6         | 1820,6           | 748        | 1757,4         | 1852,4           |
| 590        | 1725,8         | 1820,8           | 749        | 1757,6         | 1852,6           |
| 591        | 1726           | 1821             | 750        | 1757,8         | 1852,8           |
| 592        | 1726,2         | 1821,2           | 751        | 1758           | 1853             |
| 593        | 1726,4         | 1821,4           | 752        | 1758,2         | 1853,2           |
| 594        | 1726,6         | 1821,6           | 753        | 1758,4         | 1853,4           |
| 595        | 1726,8         | 1821,8           | 754        | 1758,6         | 1853,6           |
| 596        | 1727           | 1822             | 755        | 1758,8         | 1853,8           |
| 597        | 1727,2         | 1822,2           | 756        | 1759           | 1854             |
| 598        | 1727,4         | 1822,4           | 757        | 1759,2         | 1854,2           |
| 599        | 1727,6         | 1822,6           | 758        | 1759,4         | 1854,4           |
| 600        | 1727,8         | 1822,8           | 759        | 1759,6         | 1854,6           |
| 601        | 1728           | 1823             | 760        | 1759,8         | 1854,8           |
| 602        | 1728,2         | 1823,2           | 761        | 1760           | 1855             |
| 603        | 1728,4         | 1823,4           | 762        | 1760,2         | 1855,2           |
| 604        | 1728,6         | 1823,6           | 763        | 1760,4         | 1855,4           |
| 605        | 1728,8         | 1823,8           | 764        | 1760,6         | 1855,6           |
| 606        | 1729           | 1824             | 765        | 1760,8         | 1855,8           |
| 607        | 1729,2         | 1824,2           | 766        | 1761           | 1856             |
| 608        | 1729,4         | 1824,4           | 767        | 1761,2         | 1856,2           |
| 609        | 1729,6         | 1824,6           | 768        | 1761,4         | 1856,4           |
| 610        | 1729,8         | 1824,8           | 769        | 1761,6         | 1856,6           |
| 611        | 1730           | 1825             | 770        | 1761,8         | 1856,8           |
| 612        | 1730,2         | 1825,2           | 771        | 1762           | 1857             |
| 613        | 1730,4         | 1825,4           | 772        | 1762,2         | 1857,2           |
| 614        | 1730,6         | 1825,6           | 773        | 1762,4         | 1857,4           |
| 615        | 1730,8         | 1825,8           | 774        | 1762,6         | 1857,6           |
| 616        | 1731           | 1826             | 775        | 1762,8         | 1857,8           |
| 617        | 1731,2         | 1826,2           | 776        | 1763           | 1858             |
| 618        | 1731,4         | 1826,4           | 777        | 1763,2         | 1858,2           |
| 619        | 1731,6         | 1826,6           | 778        | 1763,4         | 1858,4           |
| 620        | 1731,8         | 1826,8           | 779        | 1763,6         | 1858,6           |
| 621        | 1732           | 1827             | 780        | 1763,8         | 1858,8           |
| 622        | 1732,2         | 1827,2           | 781        | 1764           | 1859             |
| 623        | 1732,4         | 1827,4           | 782        | 1764,2         | 1859,2           |
| 624        | 1732,6         | 1827,6           | 783        | 1764,4         | 1859,4           |
| 625        | 1732,8         | 1827,8           | 784        | 1764,6         | 1859,6           |
| 626        | 1733           | 1828             | 785        | 1764,8         | 1859,8           |
| 627        | 1733,2         | 1828,2           | 786        | 1765           | 1860             |
| 628        | 1733,4         | 1828,4           | 787        | 1765,2         | 1860,2           |
| 629        | 1733,6         | 1828,6           | 788        | 1765,4         | 1860,4           |
| 630        | 1733,8         | 1828,8           | 789        | 1765,6         | 1860,6           |
| 631        | 1734           | 1829             | 790        | 1765,8         | 1860,8           |
| 632        | 1734,2         | 1829,2           | 791        | 1766           | 1861             |
| 633        | 1734,4         | 1829,4           | 792        | 1766,2         | 1861,2           |
| 634        | 1734,6         | 1829,6           | 793        | 1766,4         | 1861,4           |
| 635        | 1734,8         | 1829,8           | 794        | 1766,6         | 1861,6           |
| 636        | 1735           | 1830             | 795        | 1766,8         | 1861,8           |
| 637        | 1735,2         | 1830,2           | 796        | 1767           | 1862             |
| 638        | 1735,4         | 1830,4           | 797        | 1767,2         | 1862,2           |
| 639        | 1735,6         | 1830,6           | 798        | 1767,4         | 1862,4           |
| 640        | 1735,8         | 1830,8           | 799        | 1767,6         | 1862,6           |
| 641        | 1736           | 1831             | 800        | 1767,8         | 1862,8           |
| 642        | 1736,2         | 1831,2           | 801        | 1768           | 1863             |
| 643        | 1736,4         | 1831,4           | 802        | 1768,2         | 1863,2           |
| 644        | 1736,6         | 1831,6           | 803        | 1768,4         | 1863,4           |
| 645        | 1736,8         | 1831,8           | 804        | 1768,6         | 1863,6           |
| 646        | 1737           | 1832             | 805        | 1768,8         | 1863,8           |
| 647        | 1737,2         | 1832,2           | 806        | 1769           | 1864             |
| 648        | 1737,4         | 1832,4           | 807        | 1769,2         | 1864,2           |
| 649        | 1737,6         | 1832,6           | 808        | 1769,4         | 1864,4           |
| 650        | 1737,8         | 1832,8           | 809        | 1769,6         | 1864,6           |
| 651        | 1738           | 1833             | 810        | 1769,8         | 1864,8           |
| 652        | 1738,2         | 1833,2           | 811        | 1770           | 1865             |
| 653        | 1738,4         | 1833,4           | 812        | 1770,2         | 1865,2           |
| 654        | 1738,6         | 1833,6           | 813        | 1770,4         | 1865,4           |
| 655        | 1738,8         | 1833,8           | 814        | 1770,6         | 1865,6           |
| 656        | 1739           | 1834             | 815        | 1770,8         | 1865,8           |
| 657        | 1739,2         | 1834,2           | 816        | 1771           | 1866             |
| 658        | 1739,4         | 1834,4           | 817        | 1771,2         | 1866,2           |
| 659        | 1739,6         | 1834,6           | 818        | 1771,4         | 1866,4           |
| 660        | 1739,8         | 1834,8           | 819        | 1771,6         | 1866,6           |
| 661        | 1740           | 1835             | 820        | 1771,8         | 1866,8           |
| 662        | 1740,2         | 1835,2           | 821        | 1772           | 1867             |
| 663        | 1740,4         | 1835,4           | 822        | 1772,2         | 1867,2           |
| 664        | 1740,6         | 1835,6           | 823        | 1772,4         | 1867,4           |
| 665        | 1740,8         | 1835,8           | 824        | 1772,6         | 1867,6           |
| 666        | 1741           | 1836             | 825        | 1772,8         | 1867,8           |
| 667        | 1741,2         | 1836,2           | 826        | 1773           | 1868             |
| 668        | 1741,4         | 1836,4           | 827        | 1773,2         | 1868,2           |
| 669        | 1741,6         | 1836,6           | 828        | 1773,4         | 1868,4           |
| 670        | 1741,8         | 1836,8           | 829        | 1773,6         | 1868,6           |

GSM-900
Цифровой стандарт мобильной связи в диапазоне частот от 890 до 915 МГц (от телефона к базовой станции) и от 935 до 960 МГц (от базовой станции к телефону). Количество реальных каналов связи гораздо больше чем написано выше в таблице, так как присутствует ещё и временное разделение каналов TDMA, т. е. на одной и той же частоте могут работать несколько абонентов с разделением во времени.
В некоторых странах диапазон частот GSM-900 был расширен до 880—915 МГц (MS -> BTS) и 925—960 МГц (MS <- BTS), благодаря чему максимальное количество каналов связи увеличилось на 50.
Такая модификация была названа E-GSM (extended GSM).
GSM-1800
Модификация стандарта GSM-900, цифровой стандарт мобильной связи в диапазоне частот от 1710 до 1880 МГц.
Особенности:
- Максимальная излучаемая мощность мобильных телефонов стандарта GSM-1800 — 1 Вт, для сравнения у GSM-900 — 2 Вт. Большее время непрерывной работы без подзарядки аккумулятора и снижение уровня радиоизлучения.
- Высокая ёмкость сети, что важно для крупных городов.
- Возможность использования телефонных аппаратов, работающих в стандартах GSM-900 и GSM-1800, одновременно. Такой аппарат функционирует в сети GSM-900, но, попадая в зону GSM-1800, переключается — вручную или автоматически. Это позволяет оператору рациональнее использовать частотный ресурс, а клиентам — экономить деньги за счёт низких тарифов. В обеих сетях абонент пользуется одним номером. Но использование аппарата в двух сетях возможно только в тех случаях, когда эти сети принадлежат одной компании, или между компаниями, работающими в разных диапазонах, заключено соглашение о роуминге.

Сеть GSM-900/1800 — это единая сеть, с общей структурой, логикой и мониторингом в которой телефон никуда не переключается. Вручную можно только запретить использовать один из диапазонов в тестовых или очень старых аппаратах.
Проблема состоит в том, что зона охвата для каждой базовой станции значительно меньше, чем в стандартах GSM-900, AMPS/DAMPS-800, NMT-450. Необходимо большее число базовых станций. Чем выше частота излучения, тем хуже проникающая способность радиоволн в городской застройке.
Дальность связи в GSM лимитирована параметром компенсационной задержки сигнала (англ. timing advance) и составляет до 35 км. При использовании режима extended cell возрастает до 75 км, что практически достижимо только в море, пустыне и горах.

### 850/1900 МГц(используется в США, Канаде, отдельных странах Латинской Америки и Африки)
| Характеристики                                  | GSM-850 | GSM-1900  |
| ----------------------------------------------- | ------- | --------- |
| Частоты передачи MS и приёма BTS, МГц           | 824–849 | 1850–1910 |
| Частоты приёма MS и передачи BTS, МГц           | 869–894 | 1930–1990 |
| Дуплексный разнос частот приёма и передачи, МГц | 45      | 80        |

## Структура GSM

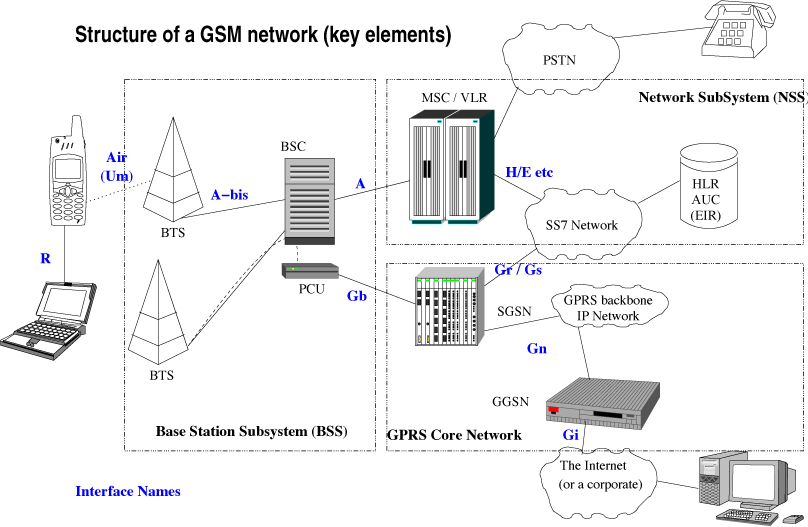
Структура сети GSM

Система GSM состоит из трёх основных подсистем:
- подсистема базовых станций (BSS — Base Station Subsystem),
- подсистема коммутации (NSS — Network Switching Subsystem),
- центр технического обслуживания (OMC — Operation and Maintenance Centre).

В отдельный класс оборудования GSM выделены терминальные устройства — подвижные станции (MS — Mobile Station), также известные как мобильные (сотовые) телефоны.

### Подсистема базовых станций

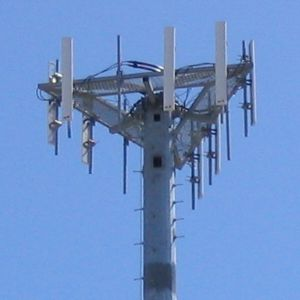
Антенны трех базовых станций на мачте

BSS состоит из собственно базовых станций (BTS — Base Transceiver Station) и контроллеров базовых станций (BSC — Base Station Controller). Область, накрываемая сетью GSM, разбита на условные шестиугольники, называемые сотами или ячейками. Диаметр каждой шестиугольной ячейки может быть разным — от 400 м до 50 км. Максимальный теоретический радиус ячейки составляет 120 км, что обусловлено ограниченной возможностью системы синхронизации к компенсации времени задержки сигнала. Каждая ячейка покрывается находящейся в её центре одной базовой станцией, при этом ячейки частично перекрывают друг друга, тем самым сохраняется возможность передачи обслуживания без разрыва соединения при перемещении абонента из одной соты в другую. Естественно, что на самом деле сигнал от каждой станции распространяется, покрывая площадь в виде круга, а не шестиугольника, последний же является лишь упрощением представления зоны покрытия. Каждая базовая станция имеет шесть соседних в связи с тем, что в задачи планирования размещения станций входила минимизация стоимости системы. Меньшее количество соседних базовых станций приводило бы к большему перехлёсту зон покрытия с целью избегания «мёртвых зон», что в свою очередь потребовало бы более плотного расположения базовых станций. Большее количество соседних базовых станций приводило бы к излишним расходам на дополнительные станции, в то время как выигрыш от уменьшения зон перехлёста был бы уже весьма незначительным.
Базовая станция (BTS) обеспечивает приём/передачу сигнала между MS и контроллером базовых станций. BTS является автономной и строится по модульному принципу. Направленные антенны базовых станций могут располагаться на вышках, крышах зданий и т. д.
Контроллер базовых станций (BSC) контролирует соединения между BTS и подсистемой коммутации. В его полномочия также входит управление очерёдностью соединений, скоростью передачи данных, распределение радиоканалов, сбор статистики, контроль различных радиоизмерений, назначение и управление процедурой Handover.

### Подсистема коммутации
NSS состоит из нижеследующих компонентов.

#### Центр коммутации (MSC — Mobile Switching Center)
MSC контролирует определённую географическую зону с расположенными на ней BTS и BSC.
Осуществляет установку соединения к абоненту и от него внутри сети GSM, обеспечивает интерфейс между GSM и ТфОП, другими сетями радиосвязи, сетями передачи данных. Также выполняет функции маршрутизации вызовов, управление вызовами, эстафетной передачи обслуживания при перемещении MS из одной ячейки в другую. После завершения вызова MSC обрабатывает данные по нему и передаёт их в центр расчётов для формирования счета за предоставленные услуги, собирает статистические данные.
MSC также постоянно следит за положением MS, используя данные из HLR и VLR, что необходимо для быстрого нахождения и установления соединения с MS в случае её вызова.

#### Домашний реестр местоположения (HLR — Home Location Registry)
Содержит базу данных абонентов, приписанных к нему. Здесь содержится информация о предоставляемых данному абоненту услугах, информация о состоянии каждого абонента, необходимая в случае его вызова, а также Международный Идентификатор Мобильного Абонента (IMSI — International Mobile Subscriber Identity), который используется для аутентификации абонента (при помощи AUC). Каждый абонент приписан к одному HLR. К данным HLR имеют доступ все MSC и VLR в данной GSM-сети, а в случае межсетевого роуминга — и MSC других сетей.

#### Гостевой реестр местоположения (VLR — Visitor Location Registry)
VLR обеспечивает мониторинг передвижения MS из одной зоны в другую и содержит базу данных о перемещающихся абонентах, находящихся в данный момент в этой зоне, в том числе абонентах других систем GSM — так называемых роумерах. Данные об абоненте удаляются из VLR в том случае, если абонент переместился в другую зону. Такая схема позволяет сократить количество запросов на HLR данного абонента и, следовательно, время обслуживания вызова.

#### Реестр идентификации оборудования (EIR — Equipment Identification Registry)
Содержит базу данных, необходимую для установления подлинности MS по IMEI (International Mobile Equipment Identity). Формирует три списка: белый (допущен к использованию), серый (некоторые проблемы с идентификацией MS) и чёрный (MS, запрещённые к применению).
У российских операторов (и большей части операторов стран СНГ) используются только белые списки.

#### Центр аутентификации (AUC — Authentification Center)
Здесь производится аутентификация абонента, а точнее — SIM (Subscriber Identity Module). Доступ к сети разрешается только после прохождения SIM процедуры проверки подлинности, в процессе которой с AUC на MS приходит случайное число RAND, после чего на AUC и MS параллельно происходит шифрование числа RAND ключом Ki для данной SIM при помощи специального алгоритма. Затем с MS и AUC на MSC возвращаются «подписанные отклики» — SRES (Signed Response), являющиеся результатом данного шифрования. На MSC отклики сравниваются, и в случае их совпадения аутентификация считается успешной.

### Подсистема OMC (Operations and Maintenance Center)
Соединена с остальными компонентами сети и обеспечивает контроль качества работы и управление всей сетью. Обрабатывает аварийные сигналы, при которых требуется вмешательство персонала. Обеспечивает проверку состояния сети, возможность прохождения вызова. Производит обновление программного обеспечения на всех элементах сети и ряд других функций.